# Francisco Moreno Capdevila
Francisco Moreno Capdevila (* 18. Januar 1926 in Barcelona; † 13. Mai 1995 in Mexiko-Stadt) war ein mexikanischer Maler, Grafiker und Bildhauer spanischer Herkunft.

## Biografie
Moreno kam 1939 als politischer Flüchtling nach Mexiko und nahm die mexikanische Staatsbürgerschaft an.
Unter Santos Balmori und Carlos Alvarado Lang erlernte er die Malerei und die Zeichenkunst und wandte sich mit großer Begeisterung zunehmend der Wandmalerei zu. Neben Malerei, Grafik, Zeichnen, Gravur und Illustrationen beschäftigte er sich gleichermaßen mit der Bildhauerei und lehrte an der aus der Academia de San Carlos hervorgegangenen Escuela Nacional de Artes Plásticas (ENAP).
Seit 1988 war er Mitglied der Academia de Artes.